# Guglielmo Jannelli
Guglielmo Jannelli (Terme Vigliatore, 26 ottobre 1895 – Castroreale, 13 aprile 1950) è stato un poeta e letterato italiano, esponente del Futurismo.

## Biografia
Raffinato intellettuale siciliano, fu uno dei migliori "paroliberisti" italiani, secondo quella tecnica enunciata da Marinetti. Nel 1914 collaborò alla rivista Lacerba di Giovanni Papini.

Nel 1915 fondò, assieme a Vann'Antò e Luciano Nicastro, il quindicinale messinese «La Balza futurista», che si rifaceva al movimento futurista di Marinetti e che divenne l'organo del futurismo siciliano. Fondò nel 1919 a Messina un "fascio futurista", e aderì fin dall'inizio al fascismo, che vedeva come "movimento della gioventù nuova", e criticò l'inserimento di politici provenienti da altri partiti dopo la Marcia su Roma.
Fu uno dei mecenati di Fortunato Depero, gli organizzò nel 1926 e nel 1927 due mostre di tarsie, arazzi e cuscini, e del conterraneo Giulio D'Anna. Anche Giacomo Balla, fu suo carissimo amico.
Prese parte alla seconda guerra mondiale e venne fatto prigioniero dagli americani. Al ritorno aderì al separatismo siciliano, e collaborò al quotidiano "Resto del Carlino", fino alla morte nel 1950.

## Opere
- Manifesto futurista siciliano, 1921, in "Haschisch" n.4, Catania
- La crisi del fascismo in Sicilia, 1924, Edizioni della Balza futurista, Messina
- Il Teatro Greco di Siracusa ai giovani siciliani!, 1924, Edizioni della Balza futurista, Messina